# Liste der Monuments historiques in Lachalade
Die Liste der Monuments historiques in Lachalade führt die Monuments historiques in der französischen Gemeinde Lachalade auf.

## Liste der Immobilien
| Bezeichnung        | Beschreibung | Standort                     | Kennzeichnung | Schutzstatus   | Datum          | Bild           |
| ------------------ | --- | ---------------------------- | ------------- | -------------- | -------------- | -------------- |
| Kaiser-Tunnel      | unterirdische Befestigungsanlage, 1915/16 angelegt; auch auf dem Gebiet von Boureuilles | nordöstlich des Ortes (Lage) | PA55000014    | Inscrit        | 1998           |                |
| Kloster La Chalade | ehemalige Zisterzienserabtei, 1120 gegründet, Kirche Purification-de-la-Vierge 1136 geweiht, Kirchenneubau um 1340, Klostergebäude aus dem späten 17. Jahrhundert; nach der Französischen Revolution aufgehoben und die Gebäude als Nationalgut versteigert; ruinöse Kirche nach 1862 wiederhergestellt, von der Klausur der Süd- und der Ostflügel erhalten | Rue du Couvent (Lage)        | PA00106545    | Classé Inscrit | 1862 1931 1986 | weitere Bilder |

## Liste der Objekte
| Bezeichnung                       | Beschreibung                                                                                   | Standort                                       | Kennzeichnung | Schutzstatus    | Datum      | Bild |
| --------------------------------- | ---------------------------------------------------------------------------------------------- | ---------------------------------------------- | ------------- | --------------- | ---------- | ---- |
| Kirchenfenster Musizierende Engel | Buntglasfenster, 15. Jahrhundert; im Ersten Weltkrieg zerstört                                 | in der Kirche Purification-de-la-Vierge (Lage) | PM55001258    | Classé gelöscht | 1915 1944  |      |
| Neugotisches Weihrauchfass        | Messing, 19. Jahrhundert                                                                       | in der Kirche Purification-de-la-Vierge (Lage) | PM55000993    | Classé          | 1994       |      |
| Grabstein                         | Stein, 14. Jahrhundert                                                                         | in der Kirche Purification-de-la-Vierge (Lage) | PM55000294    | Classé          | 1915       |      |
| Liegefigur von Pierre de Vauquois | Kalkstein, um 1372                                                                             | in der Kirche Purification-de-la-Vierge (Lage) | PM55001154    | Classé          | 1995       |      |
| Grabstein für Raoul Buriz         | Stein, Anfang des 14. Jahrhunderts                                                             | in der Kirche Purification-de-la-Vierge (Lage) | PM55000293    | Classé          | 1915       |      |
| Neurenaissancekelch               | Silber, vergoldet, Amethyst, zweite Hälfte des 19. Jahrhunderts, von Antoine Jolivet gefertigt | in der Kirche Purification-de-la-Vierge (Lage) | PM55000992    | Classé          | 1994       |      |
| Wandmosaik                        | Keramikfliesen, 15. Jahrhundert; im Ersten Weltkrieg weitgehend zerstört                       | in der Kirche Purification-de-la-Vierge (Lage) | PM55001259    | Classé gelöscht | 1915 /1944 |      |
| Grabstein                         | Fragment; Stein, 14. Jahrhundert                                                               | in der Kirche Purification-de-la-Vierge (Lage) | PM55000295    | Classé          | 1915       |      |